# Porte de Bois
La Porte de Bois ou Tour du Bois (en allemand : Holzturm) à Mayence est une tour et porte du rempart médiéval, situé dans le centre historique.
Construit en 1366 mais n'ayant pris son apparence actuelle qu'au XVe siècle, le bâtiment fut jusqu'au XXe siècle un octroi qui tirait son nom de sa proximité avec le marché au bois. Avec la Tour du Fer et la Tour d'Alexandre, elle constitue l'une des trois tours des remparts de Mayence qui subsistent aujourd'hui.

## Histoire
Après l'assassinat de l'archevêque Arnoul de Selenhofen, Frédéric Barberousse ordonne le démantèlement des remparts et tours de la ville.
Jean Buckler, dit Schinderhannes, chef d'une bande de chauffeurs, fut emprisonné dans la Tour de Bois pendant son procès dirigé par Georg Friedrich Rebmann, et avant son exécution sur la guillotine en compagnie de 19 complices le 29 brumaire an XII (21 novembre 1803).
Enfin, vers une heure après midi, les condamnés furent conduits, dans cinq charrettes, au lieu du supplice, situé sur l'ancien emplacement du château de La Favorite. Pendant le chemin, Schinderhannes aperçut une personne de sa connaissance à qui il dit bonsoir, CAUSES CRIMIN. PROCÈS DE JEAN BUCKLER.
Alexandre Vialatte décrit dans « Les brigands du Rhin. Schinderhannes et sa bande. » 

« Cette Tour de bois est une des choses les plus romantique de Mayence »

— Vialatte